# ستيفن إم. إروين
ستيفن إم. إروين (بالإنجليزية: Stephen M. Irwin)‏ (1966)؛ مخرج أفلام وروائي أسترالي.

## روابط خارجية
- ستيفن إم. إروين على موقع IMDb (الإنجليزية)
- ستيفن إم. إروين على موقع ألو سيني (الفرنسية)
- ستيفن إم. إروين على موقع قاعدة بيانات الفيلم (الإنجليزية)
- ستيفن إم. إروين على موقع كينوبويسك (الروسية)